# Авдеевка (Новгород-Северский район)
Авде́евка (укр. Авді́ївка) — село в Новгород-Северском районе Черниговской области Украины. Население 2012 человек. Занимает площадь 6,38 км².
Код КОАТУУ: 7424980501. Почтовый индекс: 16110. Телефонный код: +380 4655.

## Власть
Орган местного самоуправления — Понорницкая поселковая община. Почтовый адрес: 16220, Черниговская обл., Новгород-Северский р-н, пгт Понорница, ул. Долженко, 18.